# Sacerdote di Limoges
Sacerdote di Limoges (fl. VII-VIII secolo) è venerato come santo dalla Chiesa cattolica.

## Biografia
Sacerdote era figlio di Labano e di Mondane, entrambi di Bordeaux, e in seguito si ritirarono a Calviac. Suo padre Labano morì pochi anni dopo e il figlio era sotto la tutela della madre Mondane che impartì una formazione cristiana. Sacerdote ricevette l'ordine sacro da San Capuano, vescovo di Cahors. Sacerdote poi tornato in patria, dove trovò un piccolo e povero monastero, che fece riparare per viverci come semplice religioso. Sette anni dopo venne eletto abate. La fama di santità era tale che, morto nel 711 Aggerio vescovo di Limoges, fu eletto all'unanimità come suo successore. Nel 716 lasciò la carica episcopale e scelse di ritornare alla vita monastica.
Sentendo imminente fine la sua decise di voler morire nel suo villaggio natale, si mise viaggio e morì lungo il ritorno. Sacerdote venne sepolto nell'abbazia nel 720. I suoi resti furono trasferiti nella cattedrale di San Sacerdote a Sarlat nel X secolo.

## Culto
Secondo il Martirologio Romano, la memoria liturgica del santo è il 5 maggio:
(Martirologio Romano)
Oltre alla cattedrale di Sarlat (ex cattedrale dal 1801), la chiesa di Salles-de-Belvès è dedicata alla memoria del santo.